# KL-7
KL-7 (также известная под кодовыми именами ADONIS и POLUX) — американская шифровальная машина, представленная Агентством национальной безопасности в 1952 году. Устройство представляет из себя автономную роторную шифровальную машину с обратной связью, разработанную на основе немецкой машины Энигма. KL-7 была первой тактической легковесной криптомашиной, специально разработанной как стандартное криптографическое устройство для всех частей вооруженных сил США. Машина широко использовалась США и несколькими ее партнерами по НАТО до середины 1960-х годов.

## История и развитие
Свои корни KL-7 берет со Второй мировой войны, на протяжении которой военные США использовали M-209. Однако к концу войны M-209 больше не считалась безопасным устройством, и американская армия сделала запрос на создание легковесной защищенной криптосистемы, которая могла бы заменить M-209 и при этом имела бы достаточную криптографическую стойкость, сравнимую с шифровальными машинами, такими как SIGABA. Флот так же искал небольшую шифровальную машину с качествами ECM, уделяя особое внимания экономии веса. Все это привело к тому, что в марте 1945 года, штаб армии запросил у ASA(United States Army Security Agency) разработать машину, которая соответствовала бы их потребностям.
Проект был обозначен как MX-507 и рассматривался как долгосрочный исследовательский проект. Инженерам предстояло разработать совершенно новую легкую систему печати, поскольку устройство должно было работать автономно и распечатывать сообщения на бумаге. В итоге, изобретатели смогли сократить количество принтеров до одной четверти от их первоначального размера и веса. Кроме того, было решено выбрать роторную машину. Также ASA решила применить новый криптографический принцип, называемый повторным вводом и основанный на том, что часть зашифрованной информации снова подается на вход устройства.
Несколько позднее MX-507 был переименован в AFSAM-7(Armed Forces Security Agency Machine № 7), а к сентябрю 1950 года AFSA(Armed Forces Security Agency) продемонстрировала инженерную модель. В окончательной конструкции использовались 8 роторов с 36 контактами, а также повторный вход десяти сигналов ротора. Проблемы с синхронизацией принтера были решены при помощи конструкции с электронными лампами, что сделало KL-7 первой шифровальной машиной, использующей электронику. AFSAM-7 был одобрен, и армии было разрешено создавать прототипы моделей.
В октябре 1951 года AFSA представила два вида данной шифровальной машины: поставки AFSAM-7 для высокоуровневых коммуникаций были названы ADONIS, а для армии и ВВС были обозначены как POLLUX. Отличия между этими двумя системами заключались в наборе роторов и процедуре управления сообщениями. Окончательный контракт на производство был подписан 9 февраля 1952 года. AFSAM-7 был введен в вооруженные силы США недавно созданным Агентством национальной безопасности, а некоторые образцы были приобретены Центральным разведывательным управлением и Федеральным бюро расследований. AFSAM-7 был способен противостоять любой существующей на тот момент криптографической атаке. В начале 1960-х годов AFSAM-7 был переименован в TSEC / KL-7.

## Криптостойкость
Полагается, что в худшем случае, когда характеристики машины известны противнику (шпионаж, захват), KL-7 соответствует 124-битный ключ. Полный перебор всех возможных ключей на 124-битный ключ считается практически невыполнимой задачей для всех существующих компьютеров. Однако, криптоанализ представляет собой нечто большее, чем атаки с применением грубой силы. Роторные шифраторы оказались уязвимыми для определенных типов криптоаналитических атак, выполняемых на быстрых компьютерах. Поэтому KL-7 более не считается безопасной. Тем не менее, даже сегодня для квалифицированных криптоаналитиков с текущими ресурсами задача успешной атаки на KL-7 будет достаточно сложной, особенно когда они располагают ограниченным количеством сообщений.

## Технические детали
KL-7 состоит из следующих основных компонентов:
- KLB-7 — базовый блок, который содержит двигатель, генератор и электронику на основе радиоламп.
- KLK-7 — часть, содержащая восемь роторов KL-7, которые монтируются вместе на шпинделе внутри барабана или корзины ротора.
- KLA-7 — комплексный степпинг, который управляет шаговым движением других роторов.

### Базовый блок (KLB-7)
KLB-7 — это шасси, на котором построена машина, включая электронные схемы и механическую систему передач. Последняя состоит из двигателя, блока синхронизации, принтера и т. д. Однако, KLB-7 не является (и никогда не был) секретным элементом, так как считалось, что электро-механический базовый блок не раскрывает криптографические секреты.

### Роторы (KLK-7)

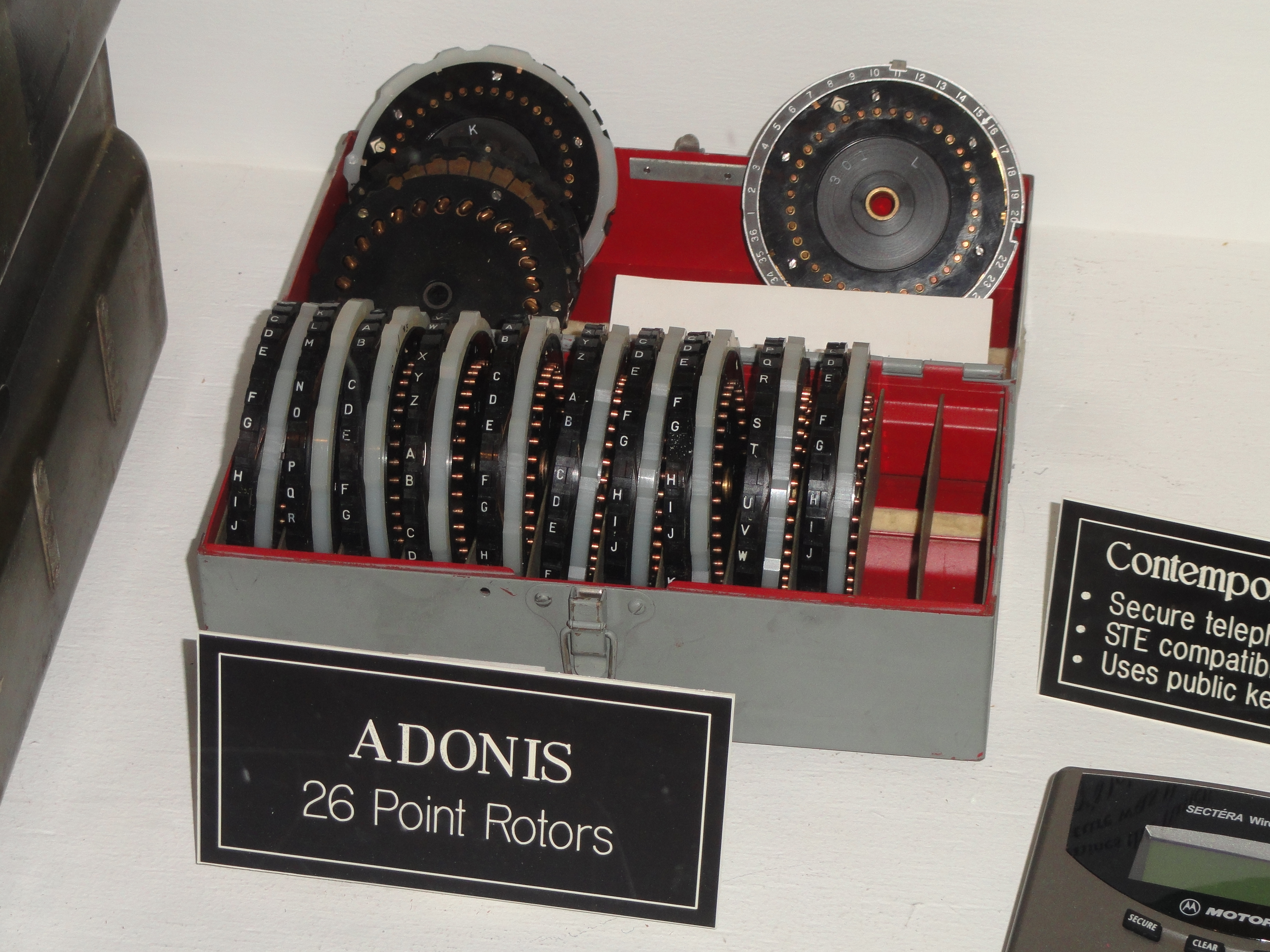
Набор роторов для машины ADONIS

Роторы KL-7 напоминают роторы известной немецкой машины Энигма и других схожего типа. Каждый ротор имеет серию плоских контактов с правой стороны и такое же количество подпружиненных контактов слева. Он также имеет регулируемое индексное кольцо с буквами алфавита на нем и внутреннее ядро, которое соединяет контакты на одной стороне с контактами на другой стороне. Однако есть некоторые существенные отличия от Энигма.
Прежде всего, ротор KL-7 имеет 36 контактов, тогда у Энигма ротор имеет 26 контактов. Из 36 контактов 26 используются для шифрования 26 букв алфавита. Остальные 10 контактов зацикливаются на входе, что приводит к повторной шифровке части текста.
Барабан или Корзина ротора из KL-7 состоит из металлической коробки с 8 колесами на шпинделе. Четвертое колесо слева зафиксировано на месте. Оно никогда не вращается и, следовательно, не имеет окна, показывающего его настройку. Это колесо иногда называли ротором NSA . Для каждого из остальных 7 колес в барабане имеется окно. Через это окно видны три последовательные буквы колеса. Верхняя буква, видимая через окно, представляет текущую настройку.

### Ступенчатый блок (KLA-7)
Роторы удерживаются в нужном положении с помощью фиксирующего рычага. Это подпружиненный рычаг, который тянется под ротором сзади. На его конце находится небольшая острая выемка, которая фиксируется в узком промежутке между указательными буквами на окружности колеса. В нижней части корзины ротора, находится транспортная вырезка. Эти выемки приводятся в движение главной шестерней и останавливаются на нужных промежутках на индексном кольце. Они двигаются вперед, чтобы повернуть колесо в следующее положение. При каждом нажатии клавиши ротор может делать только один шаг. Движется ли ротор или нет, когда нажата клавиша, зависит от наличия или отсутствия надреза на шаговом кольце одного из других роторов. Шаговое кольцо каждого ротора управляется переключателем в передней части корзины.

### Клавиатура
Клавиатура KL-7 является частью базового блока KLB-7. Она состоит из 29 зеленых клавиш и черной продолговатой пробельной клавиши и имеет стандартную раскладку QWERTY, разделенную на три строки. В правом нижнем углу находятся 3 специальные клавиши, отмеченные как LET , FIG и RPT.
Каждая клавиша представляет собой электрический выключатель, состоящий из установленных под клавишей контакта и пружины. При нажатии клавиши контакт подключается к минусовой шине, позволяя импульсному генератору выдавать импульс.

## Секретность
К сожалению, KL-7 по-прежнему является секретным элементом, и лишь немногие из них сохранились. Большинство машин, которые сегодня выставлены на всеобщее обозрение, были «дезинфицированы», и вся электропроводка была удалена.
Несмотря на секретность, связанную с KL-7 и ее историей, тайна постепенно раскрывается, поскольку Агентство национальной безопасности выпускает все больше и больше исторических документов, и исследователям удается выявить технические детали машины. В результате, достаточно реалистичное компьютерное моделирование KL-7 для Windows было создано в 2011 году крипто-историком Дирком Райманнантом в Бельгии, а в 2013 году MIT создал JAVA-симулятор KL-7.